# 가바펜티노이드
α2δ(α2δ,알파2-델타) 리간드로도 알려진 가바펜티노이드(Gabapentinoid) 또는 가바펜티노이드계(Gabapentinoids)는 α2δ 서브유닛함유의 전압의존성 칼슘채널(VDCC)을 차단하는 억제성 신경전달물질 γ-아미노뷰티르산(GABA) 또는 GABA 유사체의 유도체인 약물 계열이다. 이 부위는 약물 가바펜틴 및 프레가발린의 표적이기 때문에 가바펜틴 수용체(α2δ 서브유닛)로 지칭되었다.

## 호흡기계통
미국 식품의약품청(FDA)은 가바펜티노이드계열의 성분이 신체 호흡기 계통에서 중추신경계억제제 병용투여와 같은 특정 위험요인과 교차했을 때 이상징후나 호흡곤란등의 발생위험을 확인했다고 발표한바있다.

## 같이 보기
- 항경련제